# هدر (سلماس)
هدر، روستایی است از توابع بخش مرکزی و در شهرستان سلماس استان آذربایجان غربی ایران.

## جمعیت
این روستا در دهستان کره سنی و در ۳ کیلومتری روستای بزرگ سیلاب  قرار داشته و بر اساس سرشماری سال ۱۳۸۵ جمعیت آن ۱۰۳۶نفر (۲۱۰ خانوار) 
بوده است.